# Сотогахама
Сотогахама (яп. 外ヶ浜町 Сотогахама-мати) — посёлок в Японии, находящийся в уезде Хигасицугару префектуры Аомори. Площадь посёлка составляет 229,92 км², население — 6874 человека (1 августа 2014), плотность населения — 29,90 чел./км².

## Географическое положение
Посёлок расположен на острове Хонсю в префектуре Аомори региона Тохоку. С ним граничат город Госёгавара, посёлки Имабецу, Накадомари, Фукусима и село Йомогита.

## Население
Население посёлка составляет 6874 человека (1 августа 2014), а плотность — 29,90 чел./км². Изменение численности населения с 1980 по 2005 годы:
| 1980 | 14 955 чел. |  |
| 1985 | 12 855 чел. |  |
| 1990 | 10 663 чел. |  |
| 1995 | 9813 чел.   |  |
| 2000 | 9170 чел.   |  |
| 2005 | 8215 чел.   |  |

## Символика
Деревом посёлка считается сосна, цветком — гортензия, птицей — сизая чайка.